# 大物駅

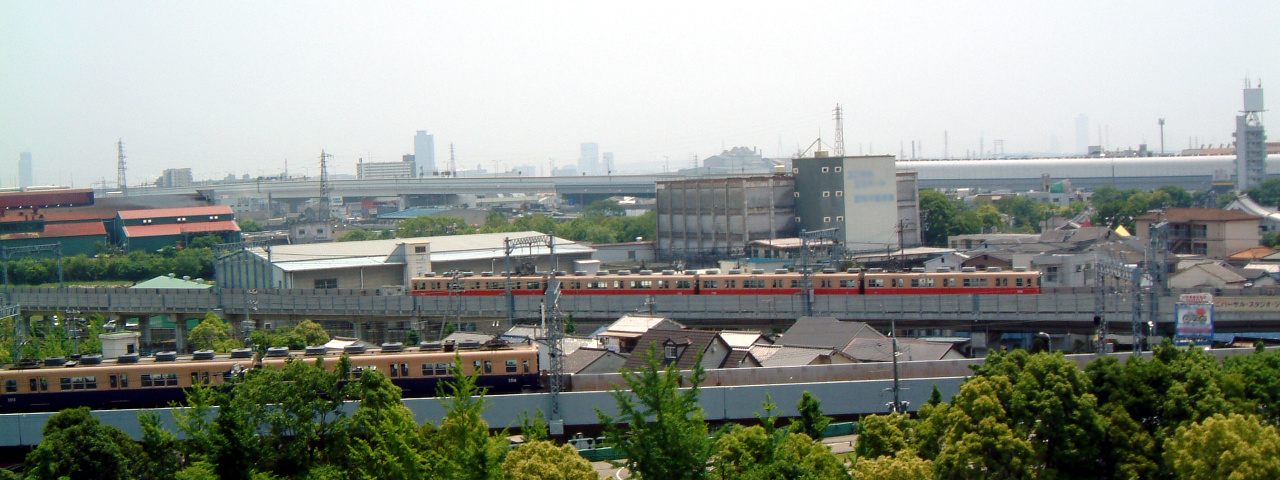
大物駅東側高架橋（2006年）
本線（手前）と西大阪線（現・阪神なんば線。画像奥）は尼崎駅から当駅まで並走し、当駅で分岐する。

大物駅（だいもつえき）は、兵庫県尼崎市大物町二丁目にある、阪神電気鉄道の駅。駅番号はHS 08。

## 利用可能な鉄道路線
- 阪神電気鉄道
  - 本線
  - 阪神なんば線

※当駅 - 尼崎駅間は両線の並立区間（二重戸籍または複々線）という扱いである。

## 歴史
- 1905年（明治38年）4月12日：阪神本線の開業と同時に開業[2]。
- 1924年（大正13年）1月20日：伝法線（現在の阪神なんば線）開業[2]。
- 1964年（昭和39年）5月20日：伝法線が西大阪線に改称[2]。
- 1977年（昭和52年）7月3日：西大阪線が単線で高架化[3]。
- 1978年（昭和53年）3月26日：西大阪線が複線高架になる。
- 2003年（平成15年）7月26日：尼崎駅改良工事に伴い西大阪線の尼崎駅 - 当駅間が単線となる[4]。
- 2008年（平成20年）12月20日：尼崎駅改良工事進捗に伴い西大阪線の尼崎駅 - 当駅間が複線に復帰。
- 2009年（平成21年）3月20日：西大阪線が阪神なんば線に改称[5]。
- 2012年（平成24年）3月20日：平日日中における同線直通快速急行の停車を取りやめ[6]。
- 2014年（平成26年）4月1日：駅番号導入[7][8]。

## 駅構造
島式ホームの外側に相対式ホームを持つ3面4線の高架駅である。阪神なんば線は、尼崎側に尼崎車庫への分岐点があるため、停留所ではないのに対して、本線は分岐器や絶対信号機を持たないため、停留所に分類される。改札口・コンコースは2階、ホームは3階にある。改札口は1か所のみ。トイレは改札内。本線ホームはややカーブしている。

### のりば
| 番線 | 路線          | 方向 | 行先                               |
| ---- | ------------- | ---- | ---------------------------------- |
| 1    | ■本線         | 上り | 野田・大阪（梅田）方面             |
| 2    | ■本線         | 下り | 尼崎・神戸（三宮）・明石・姫路方面 |
| 3    | ■阪神なんば線 | 上り | 西九条・ドーム前・難波・奈良方面   |
| 4    | ■阪神なんば線 | 下り | 尼崎・神戸（三宮）・明石・姫路方面 |

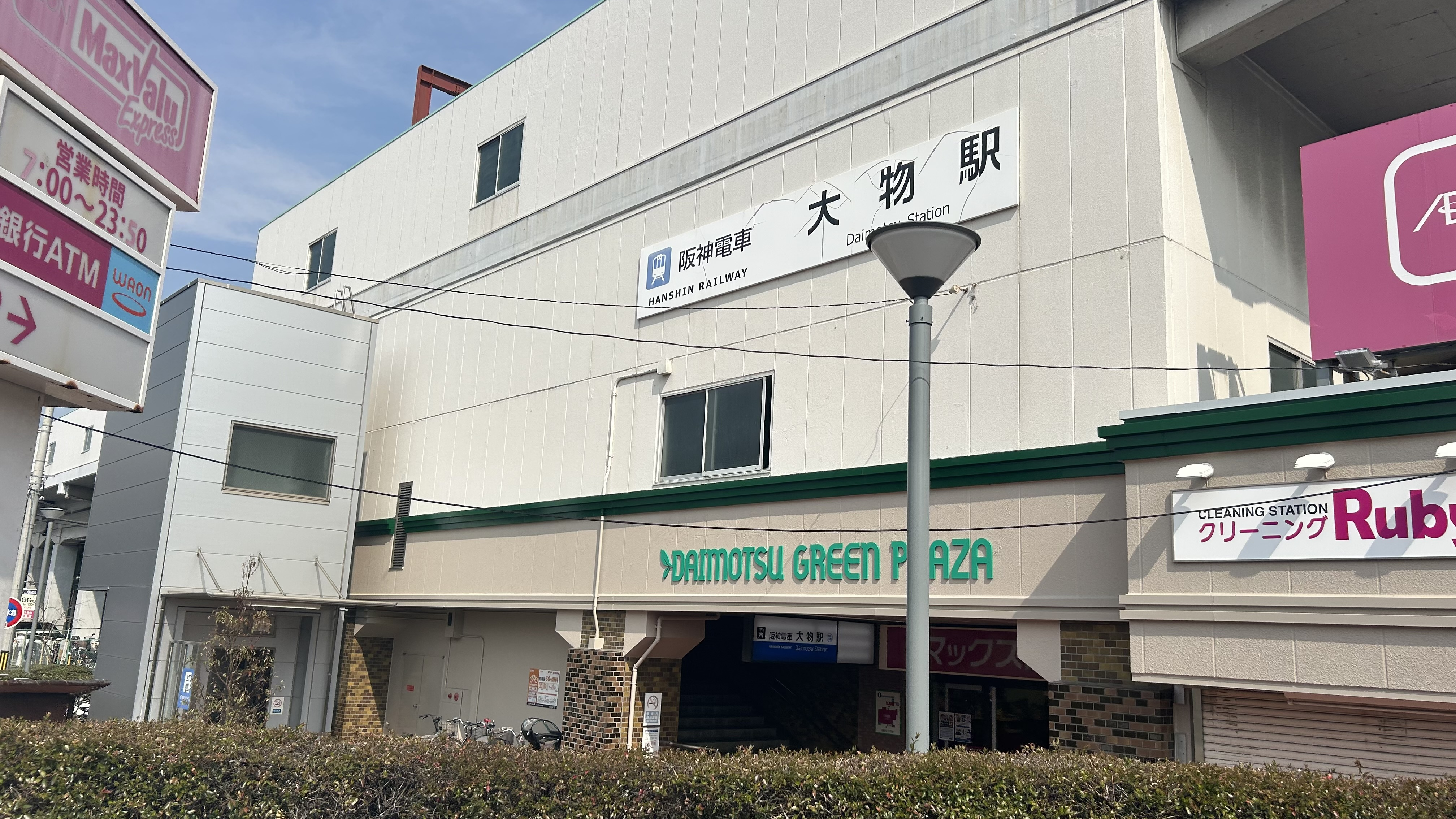
南口
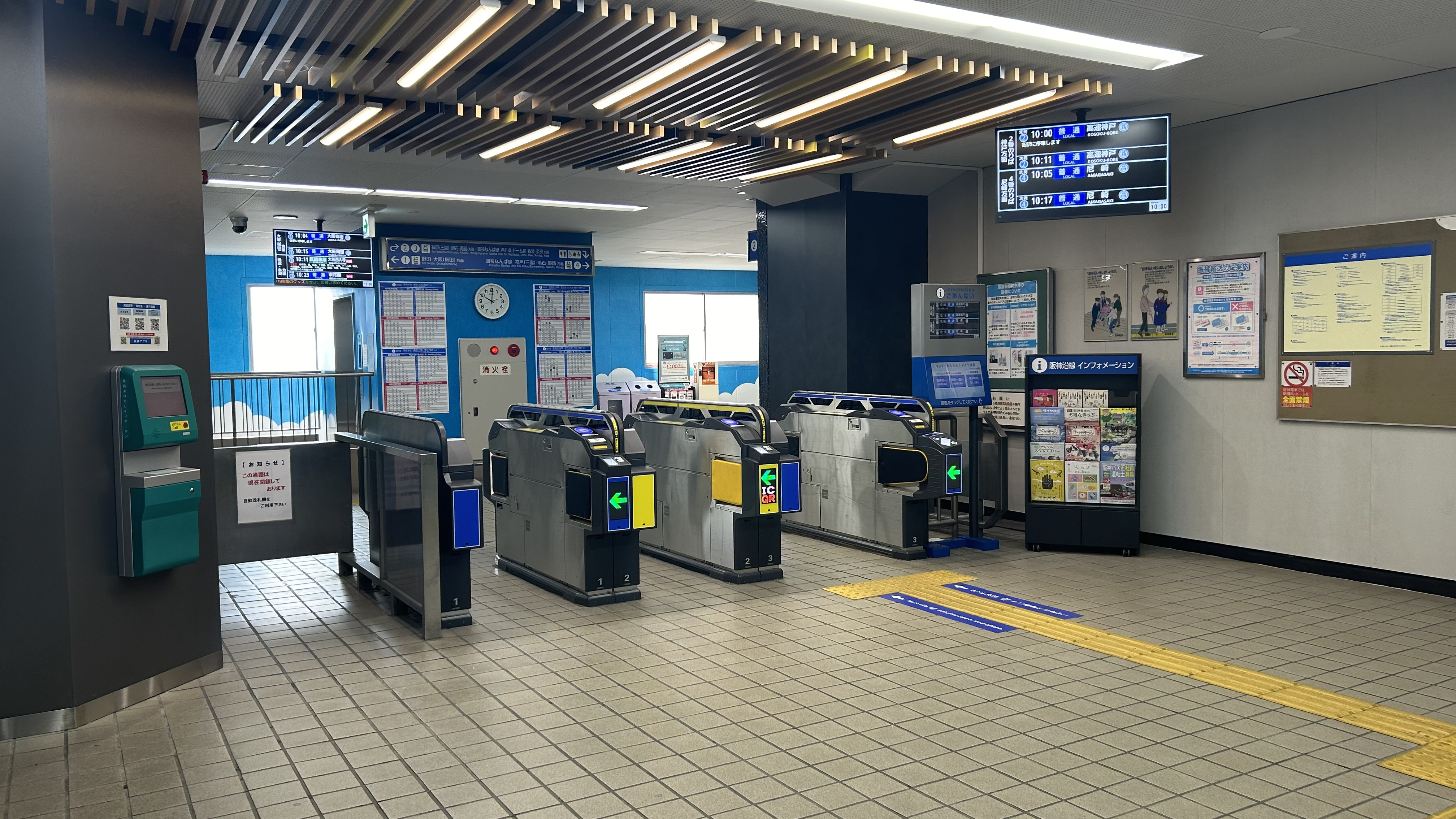
改札口
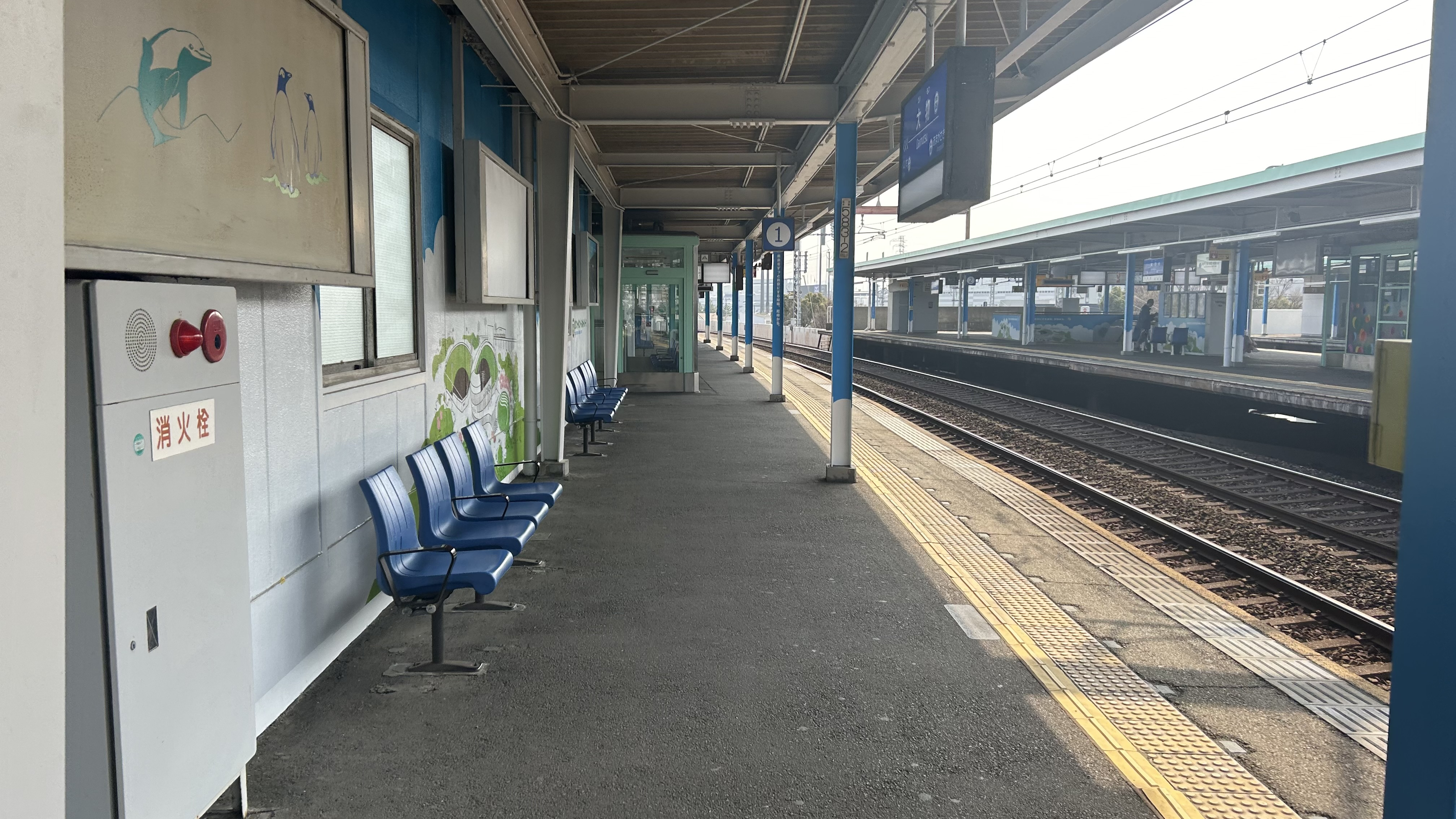
1番線ホーム
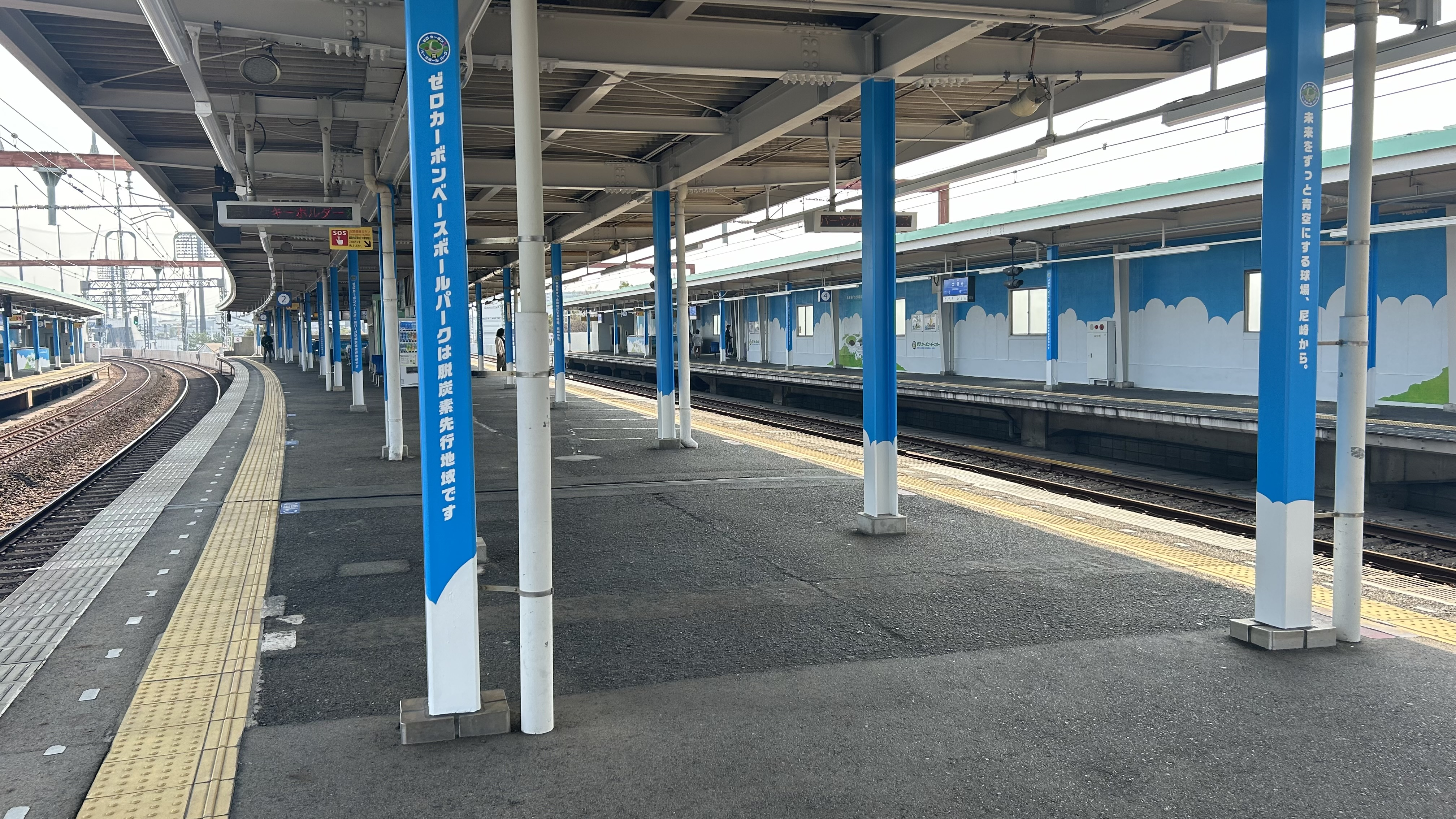
2・3番線ホーム
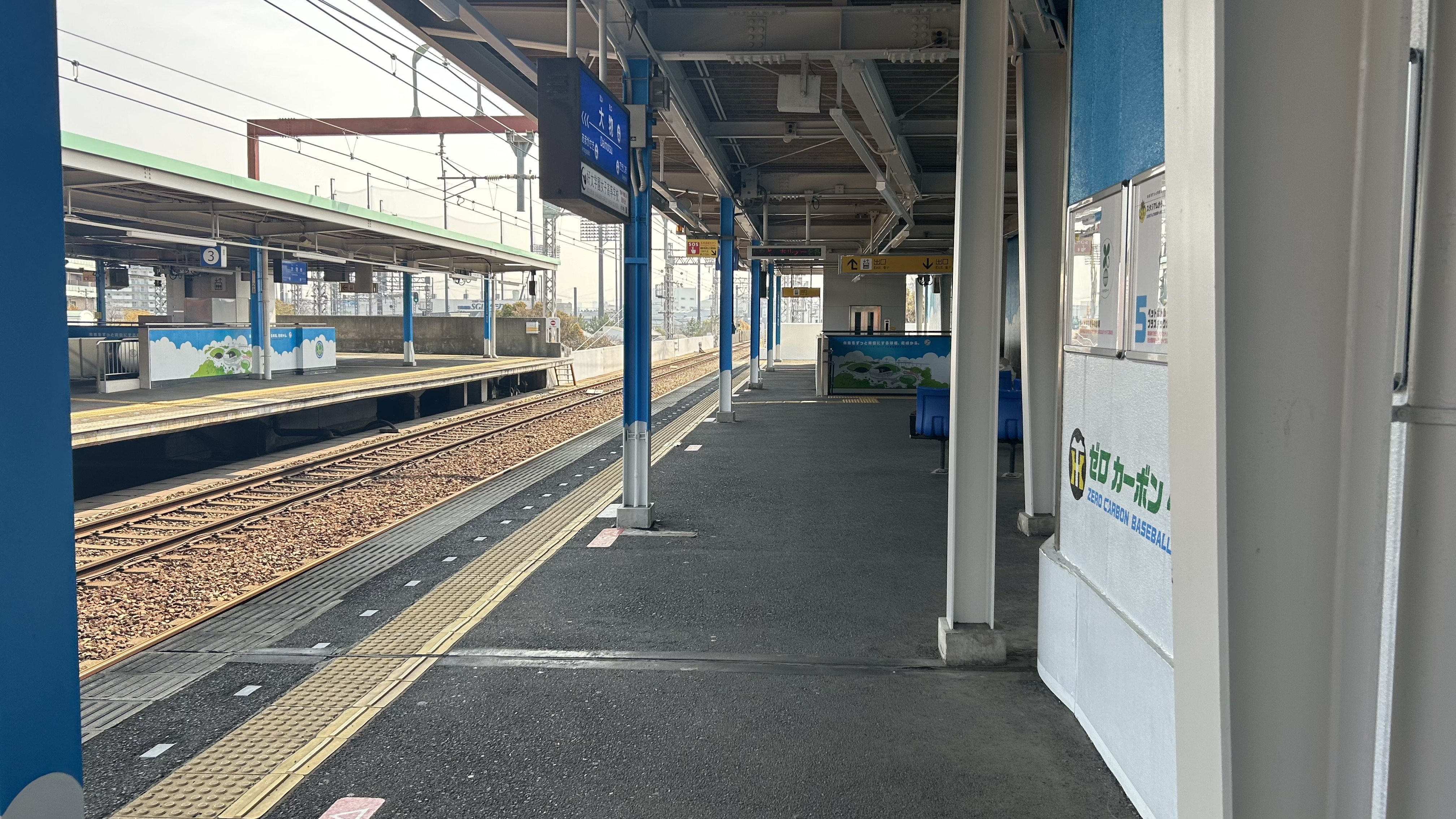
4番線ホーム
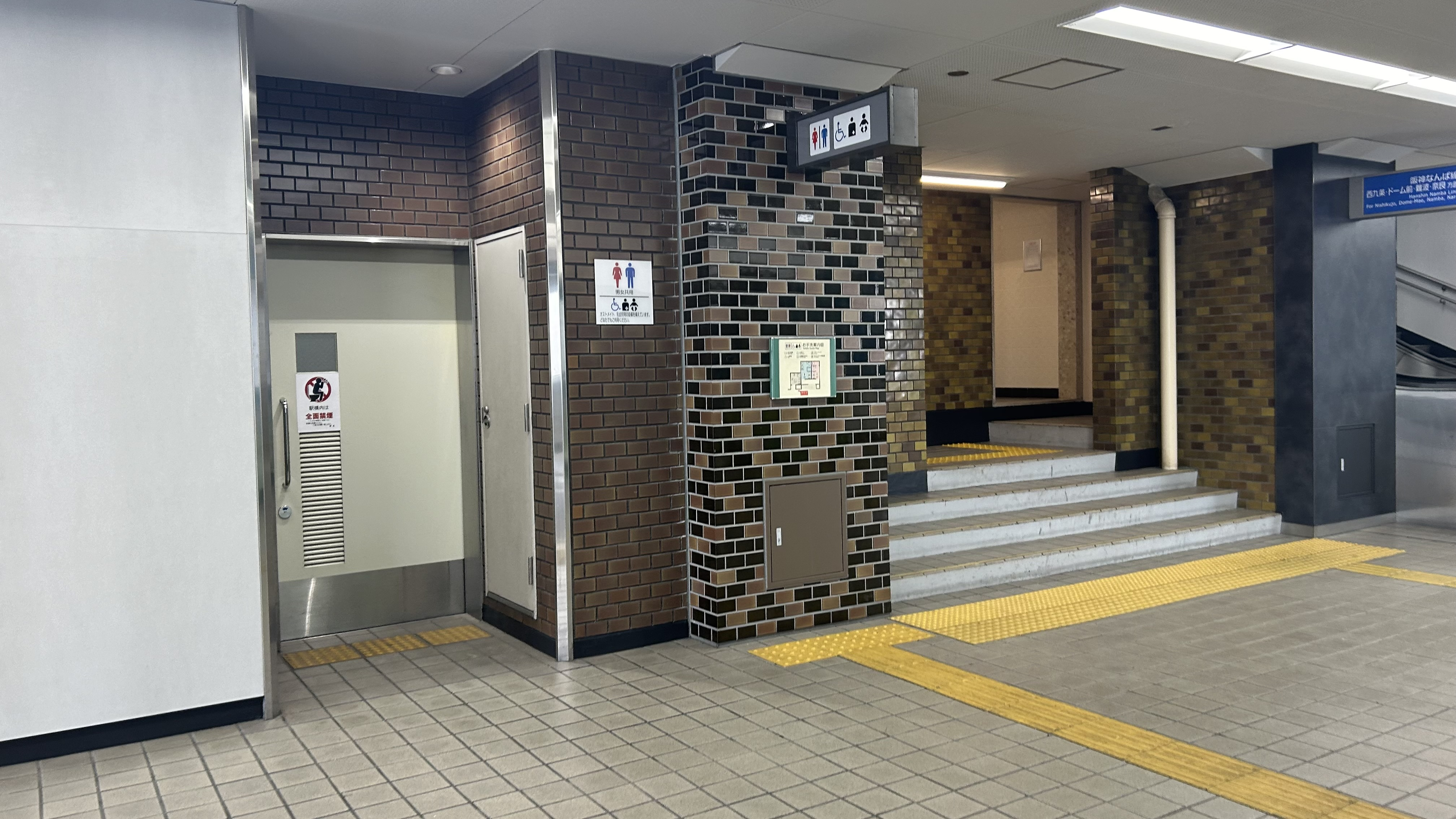
トイレ
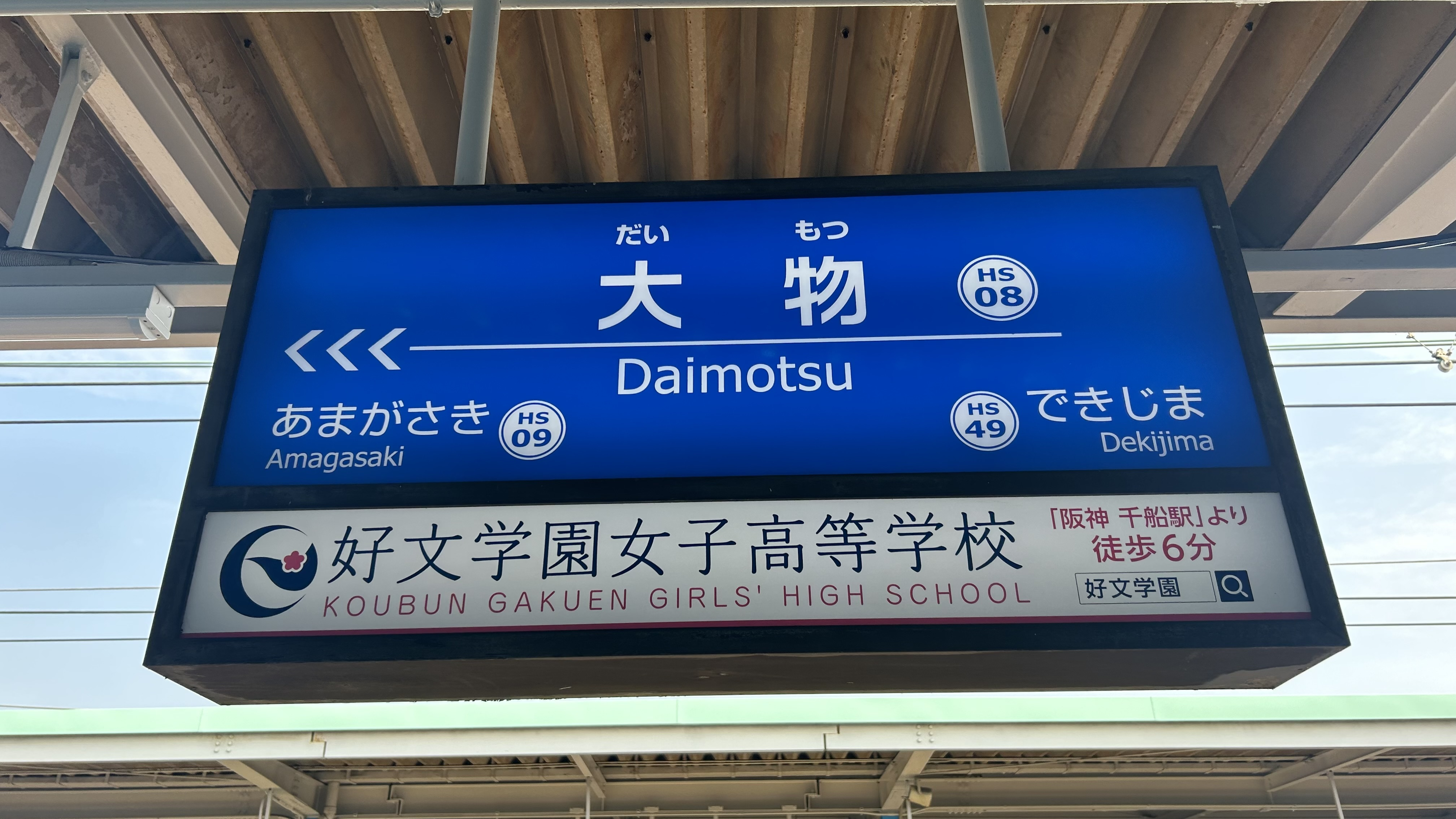
なんば線駅名標

付記事項
- 1・2番線は本線、3・4番線は阪神なんば線のホームとなっている。2・3番線は島式ホームとなっており、梅田方面からの列車から難波・奈良方面行きへは対面乗り換えが可能。
- ホーム有効長は1番線が100メートルで、現状では阪神車両の4両編成が停車する。2 - 4番線は130メートルで、阪神の19 m 級車両および近畿日本鉄道の21 m 級車両のいずれも6両編成が停車可能である。
- 尼崎駅改良工事に伴う同駅までの西大阪線（現・阪神なんば線）一時単線化により、上り線のみを使用した期間（2003年7月26日 - 2004年3月26日、2008年2月2日 - 同年12月19日）は、西大阪線の上下列車はいずれも3番線に着発していたため、ホームには誤乗防止のためLED式の行先表示器が設置されていた[9][10]。
- 駅がカーブしていて、線路にカントが付いており、電車とホームの隙間もかなり広い箇所がある。
- どの番線からも、日中は毎時6本の電車が発車する。下り方面は2・4番線の双方から発車するが、2番線発の列車は大部分が武庫川方面に直通する一方、4番線発は全て尼崎止まりである[注 1]。阪神なんば線は普通電車の他に準急・区間準急の設定もあるが、全列車鶴橋以西各駅に停車する。

## 利用状況
2023年11月平均の乗降人員は8,043人である。
各年度の11月平均利用状況は下表の通り。
| 年度               | 2線計    | 2線計    | 2線計    | 2線計 | 本線のみ | 本線のみ | 本線のみ | なんば線のみ | なんば線のみ | なんば線のみ | 出典       |
| 年度               | 乗車人員 | 降車人員 | 乗降人員 | 順位  | 乗車人員 | 降車人員 | 乗降人員 | 乗車人員     | 降車人員     | 乗降人員     | 出典       |
| ------------------ | -------- | -------- | -------- | ----- | -------- | -------- | -------- | ------------ | ------------ | ------------ | ---------- |
| 2019年（令和元年） | 4,031    | 4,050    | 8,081    | 36位  | 2,995    | 2,986    | 5,981    | 1,036        | 1,064        | 2,100        | [ 阪神 1 ] |
| 2020年（令和02年） | 3,598    | 3,610    | 7,208    | 36位  | 2,641    | 2,658    | 5,299    | 957          | 952          | 1,909        | [ 阪神 2 ] |
| 2021年（令和03年） | 3,805    | 3,826    | 7,631    | 35位  | 2,817    | 2,865    | 5,682    | 988          | 961          | 1,949        | [ 阪神 3 ] |
| 2022年（令和04年） | 3,685    | 3,726    | 7,411    | 36位  | 2,659    | 2,709    | 5,368    | 1,026        | 1,017        | 2,043        | [ 阪神 4 ] |
| 2023年（令和05年） | 4,012    | 4,031    | 8,043    | 35位  | 2,913    | 2,933    | 5,846    | 1,099        | 1,098        | 2,197        | [ 阪神 5 ] |

### 尼崎市統計書より
市の統計書によると、近年の年次別平均利用状況と11月特定日の利用状況は下表の通り。
| 年次               | 各年次平均 | 各年次平均 | 各年次平均 | 11月特定日 | 11月特定日 | 11月特定日 | 出典          |
| 年次               | 乗車人員   | 降車人員   | 乗降人員   | 乗車人員   | 降車人員   | 乗降人員   | 出典          |
| ------------------ | ---------- | ---------- | ---------- | ---------- | ---------- | ---------- | ------------- |
| 2006年（平成18年） | 4,341      | 4,300      | 8,641      | 4,273      | 4,272      | 8,545      | [ 尼崎市 1 ]  |
| 2007年（平成19年） | 4,377      | 4,354      | 8,731      | 3,997      | 3,972      | 7,969      | [ 尼崎市 1 ]  |
| 2008年（平成20年） | 4,225      | 4,202      | 8,427      | 4,105      | 4,078      | 8,183      | [ 尼崎市 1 ]  |
| 2009年（平成21年） | 4,260      | 4,297      | 8,557      | 4,111      | 4,066      | 8,177      | [ 尼崎市 1 ]  |
| 2010年（平成22年） | 4,348      | 4,300      | 8,648      | 4,506      | 4,444      | 8,950      | [ 尼崎市 1 ]  |
| 2011年（平成23年） | 4,337      | 4,286      | 8,623      | 4,506      | 4,444      | 8,950      | [ 尼崎市 2 ]  |
| 2012年（平成24年） | 4,611      | 4,658      | 9,269      | 4,809      | 4,805      | 9,614      | [ 尼崎市 3 ]  |
| 2013年（平成25年） | 4,838      | 4,852      | 9,690      | 4,706      | 4,732      | 9,438      | [ 尼崎市 4 ]  |
| 2014年（平成26年） | 4,856      | 4,875      | 9,731      | 4,680      | 4,693      | 9,373      | [ 尼崎市 5 ]  |
| 2015年（平成27年） | 4,849      | 4,866      | 9,715      | 3,589      | 3,596      | 7,185      | [ 尼崎市 6 ]  |
| 2016年（平成28年） | 3,949      | 3,959      | 7,908      | 3,738      | 3,754      | 7,492      | [ 尼崎市 7 ]  |
| 2017年（平成29年） | 3,814      | 3,829      | 7,643      | 3,906      | 3,885      | 7,791      | [ 尼崎市 8 ]  |
| 2018年（平成30年） | 3,986      | 3,974      | 7,960      | 4,230      | 4,197      | 8,427      | [ 尼崎市 9 ]  |
| 2019年（令和元年） | 4,302      | 4,269      | 8,571      | 4,031      | 4,050      | 8,081      | [ 尼崎市 10 ] |
| 2020年（令和02年） | 3,199      | 3,209      | 6,408      | 3,598      | 3,610      | 7,208      | [ 尼崎市 11 ] |
| 2021年（令和03年） | 3,323      | 3,338      | 6,661      | 3,805      | 3,826      | 7,631      | [ 尼崎市 12 ] |
| 2022年（令和04年） | 3,829      | 3,846      | 7,675      | 3,685      | 3,726      | 7,411      | [ 尼崎市 13 ] |

## 駅周辺
交通
- 国道2号
- 国道43号
- 福知山線の南部分 - 通称「尼崎港支線」の線路跡が駅西側で交差している。終点の尼崎港駅は当駅から南に徒歩5分。

公共施設等

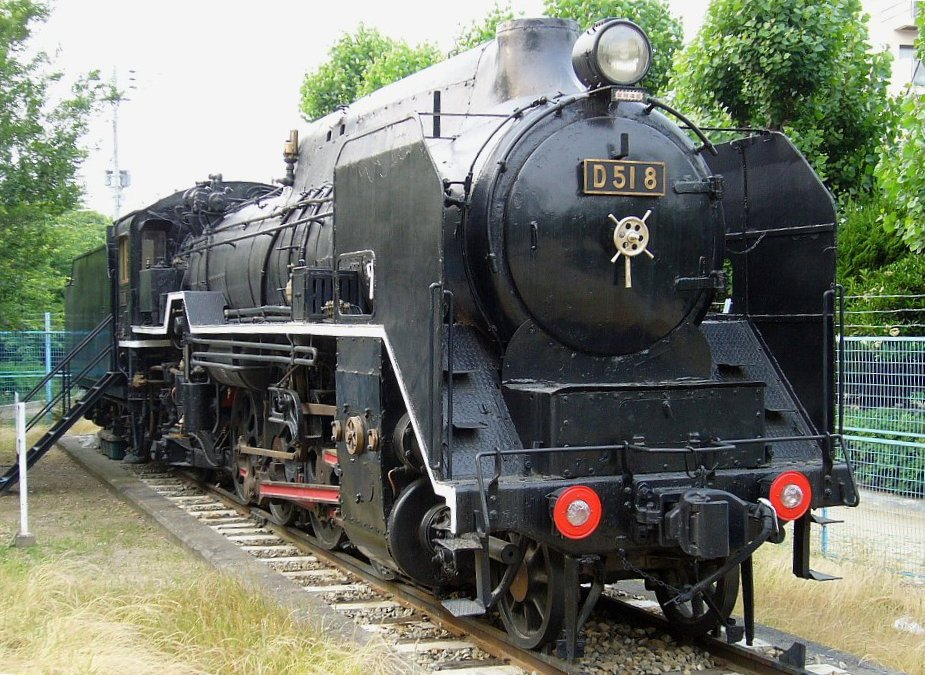
大物公園に保存されているD51形蒸気機関車

- 大物公園 - D51形蒸気機関車が静態保存されている。
- 尼崎だいもつ病院 - 旧建物・兵庫県立尼崎病院。
- ゼロカーボンベースボールパーク - 尼崎市小田南公園軟式野球場がある小田南公園を再整備した運動施設群。旧尼崎紡績尼崎工場の跡地で[12]、阪神タイガースの二軍新本拠地である日鉄鋼板SGLスタジアム尼崎のほか、球団寮・室内練習場などが整備される[13][14]。
- 尼崎市立産業郷土会館
- 尼崎市東部第二浄化センター

教育機関
- 関西保育福祉専門学校
- 慈愛保育園
- からたち幼稚園

法人等
- 大物主神社[2]
- 西教寺
- 日鉄鋼板（旧・大同鋼板） - 西日本製造所尼崎地区
- ユニチカ記念館[2] - 1900年に、ニチボー（大日本紡績）の前身である尼崎紡績の本社事務所として建てられた洋館式の建物。駅の南、国道43号そばに位置。
- タカオカチョコレート - 駅南にあるチョコレート工場。
- 阪神電気鉄道 大物変電所

店舗等
- 尼崎大物郵便局
- 尼崎郵便局
- マックスバリュエクスプレス大物店 - 駅の高架下にある。

## バス路線
最寄停留所は、東大物町1丁目または阪神大物となる。以下の路線が乗り入れ、阪神バス（尼崎市内線）により運行されている。
- 北行
  - 51番：JR尼崎（南）（東大物町1丁目にのみ停車）
  - 52・52A番：JR尼崎（南）
  - AD1番：武庫営業所
  - AD2番：阪急塚口（阪神大物にのみ停車）
  - AD3番：阪急園田（北）

- 南行
  - 51番：阪神杭瀬（東大物町1丁目にのみ停車）
  - 52番：コスモ工業団地前方面
  - 52A番：コスモ工業団地前
  - AD1・AD2・AD3番：尼崎ドライブスクール前（AD2番は阪神大物にのみ停車）

## 駅名について
- 難読駅名といえるが、「大物」という地名そのものは、「大物浦」として『平家物語』や、能楽の『船弁慶』[2]、歌舞伎『義経千本桜』にも登場する。

## 隣の駅
阪神電気鉄道
本線
■直通特急・■特急・■区間特急・■急行・■区間急行
通過
■普通
杭瀬駅 (HS 07) - 大物駅 (HS 08) - 尼崎駅 (HS 09)
阪神なんば線
■快速急行
通過
■準急・■区間準急・■普通
出来島駅 (HS 49) - 大物駅 (HS 08) - 尼崎駅 (HS 09)
※出来島駅までは駅間キロが1.4キロメートル離れており、阪神なんば線内では福-伝法間（1.5キロメートル）に次ぐ長さである。

### 記事本文